# Reinhard Korte
Reinhard Korte (* 16. Juli 1948 in Barkhausen) ist ein deutscher Kommunalpolitiker der CDU.
Von 1999 bis 2004 war Reinhard Korte Bürgermeister der ostwestfälischen Stadt Minden.

## Leben und Beruf
Reinhard Korte war bis zu seinem Amtsantritt als Bürgermeister Lehrer an der Freiherr von Vincke - Realschule in Minden.
Nach seinem Ausscheiden aus dem Amt des Bürgermeisters ist er in Minden im Bereich der Organisation von Messen und Ausstellungen als Unternehmer tätig.

## Partei
Reinhard Korte ist seit 1987 Mitglied der CDU und war zeitweise Vorsitzender des CDU-Stadtverbandes Minden. Im November 2009 wurde er nach einer Kampfabstimmung im Stadtverband erneut zum Vorsitzenden der Mindener CDU gewählt, trat aber ein paar Wochen später wieder von dem Amt zurück, nachdem es eine Wahlanfechtung gab.

## Politik
Von Oktober 1989 bis zu seiner Wahl zum hauptamtlichen Bürgermeister der Stadt Minden im Jahr 1999 war Reinhard Korte für die CDU Mitglied des Rates der Stadt Minden und in führenden Ämtern seiner Fraktion tätig.

## Öffentliche Ämter
Vom 20. Oktober 1989 bis zum 1. Oktober 1999 war Reinhard Korte stellvertretender Bürgermeister der Stadt Minden und war von 1999 bis zum 13. Oktober 2004 deren erster hauptamtlicher Bürgermeister. 
Er wurde im September 1999 von den Bürgerinnen und Bürgern mit 58,7 % der Stimmen direkt in dieses Amt gewählt. Bei der Kommunalwahl im Jahr 2004 trat er nicht wieder zur Wahl an und schied aus seinem Amt aus.
| Vorgänger           | Amt                                | Nachfolger    |
| ------------------- | ---------------------------------- | ------------- |
| Siegfried Fleissner | Bürgermeister von Minden 1999–2004 | Michael Buhre |

| Personendaten    | Personendaten                 |
| ---------------- | ----------------------------- |
| NAME             | Korte, Reinhard               |
| KURZBESCHREIBUNG | deutscher Politiker (CDU)     |
| GEBURTSDATUM     | 16. Juli 1948                 |
| GEBURTSORT       | Barkhausen (Porta Westfalica) |